# Carver-Hawkeye Arena
 (août 2024).
La Carver-Hawkeye Arena est une salle de basket-ball situé à Iowa City, Iowa. Les locataires sont les Hawkeyes de l'Iowa.